# Саксонська Швейцарія (національний парк)
50°54′51″ пн. ш. 14°16′42″ сх. д. / 50.9142° пн. ш. 14.2784° сх. д.
Національний парк Саксонська Швейцарія (нім. Nationalpark Sächsische Schweiz) — національний парк у землі Саксонія, поблизу столиці Саксонії Дрездена. 
Охоплює два терени площею 93,5 км² у серці німецької частини Ельбських пісковикових гір, що часто називають Саксонською Швейцарією.
Національний парк примикає до національного парку Богемська Швейцарія в Чехії.
Назву Саксонська Швейцарія, вигадав у 18 столітті німецький художник швейцарського походження — Антон Графф. 

## Географія
Національний парк має площу майже 710 км². 
Основна територія національного парку на 40% майже повністю покрита лісами. 
У 1990 році було присвоєно статус національного парку, який забезпечує найвищий природний захист у Німеччині.
Парк розташований у двох географічно відокремлених областях у межах округу Саксонська Швейцарія — Східні Рудні Гори.

## Опис
Одним з найбільш відвідуваних туристами місць парку є величезний кам'яний скелястий масив Бастай. 
Висота від рівня моря  - 305 м. 
З численних виступів відкривається вид на столові гори та Ельбу. 
Перший готель був споруджений тут ще 1812 року. 
З того часу популярність скелі серед туристів пояснюється не лише химерною формою масиву, а й деякими пам'ятними місцями. 
Серед них особливо виділяються кам'яний міст кінця XIX століття і знаменита Стежка художників (нім. Malerweg), яку відвідало чимало відомих митців, включаючи велику кількість живописців. 

### Західний регіон
Цей регіон містить район Бастай, Лілієнштайн і долину Поленц. 
На заході межує з Веленом і Ломеном , на півночі з Ломеном і Гонштайном, на сході з Гонштайном і Госдорфом, а на півдні з Поршдорфом, Ратеном і Веленом. 
Муніципалітет Вайцдорф повністю знаходиться в західному регіоні. 
Важливими вершинами є Лілієнштейн (415 м), Бастай (305 м), Гокштайн і Бранд (317 м). 
Грюнбах і пов'язані з ним озера Амзельзе та Поленц є єдиними водоймами, які заслуговують на увагу.

### Східний регіон
Східний регіон містить територію скель Шрамштайне, гору Гросер-Вінтерберг, долину Гросер-Зшанд і внутрмшню Саксонську Швейцарію. 
На заході межує з Бад-Шандау і Альтендорфом, а на півночі — з Альтендорфом, Оттендорфом і Гінтергермсдорфом. 
На сході та півдні він межує з національним парком Богемська Швейцарія. 
Від Шмілки до Бад-Шандау Ельба утворює південну межу цього регіону. 
Важливими вершинами є Гросер Вінтерберг (556 м), Кушталь (337 м) і Раумберг (459 м). 
Кирнич — єдина водойма, яка заслуговує на увагу . 

## Туризм і рекреація
Визначення національного парку в деяких випадках суперечить поняттям туризму і рекреації. Одна з цілей - збільшити недоторканну територію до 75%, що означає обмеження зон піших походів і скелелазіння.
Розвиток мережі стежин в сьогоднішньому національному парку відбувався в першій половині 19 століття і завершився на початку 20 століття. Путівники по історичних маршрутах детально ілюструють це (наприклад, путівник Мейнхольду). Перші обмеження на піший туризм були оголошені ще в 1980-х роках (стежка хребту Торвальдер-Вянде).
Сьогодні Національний парк має в розпорядженні розмічену мережу з 400 км пішохідних маршрутів, численних гірських ресторанів і близько 50 км велосипедних маршрутів.  У Національному парку обов'язково користуватися розміченими маршрутами. Хоча відвідувачі можуть користуватися усіма стежками за межами основної зони, в межах основної зони дозволені тільки відмічені стежки.

### Скелелазіння
Своєрідна форма скель з піщанику в національному парку Саксонської Швейцарії щорічно притягає натовпи альпіністів. Проте, оскільки ці скелі з піщанику, важливо відноситися до них з обережністю.
Наступні правила, введені на початку 20 століття, діють для збереження піщаників національного парку:
- відвідувачам не дозволяється підніматися, коли скеля мокра або кришиться;
- вірьовки дозволені тільки в цілях безпеки і для спуску з каната;
- металеві засоби безпеки, такі як забійні кілки, заборонені.
- відвідувачам не дозволяється використовувати хімічні допоміжні засоби, такі як магнезія;
- поверхню скелі змінювати не можна, за винятком кріплення стопорних кілець при перших сходженнях.